# Hanno (cratère)
Pour les articles homonymes, voir Hanno.
Hanno est un cratère d'impact lunaire situé près de la branche sud-est de la Lune, le long du bord ouest de la Mare Australe. À environ un diamètre de cratère au sud-ouest de Hanno se trouve le cratère proéminent Pontécoulant.

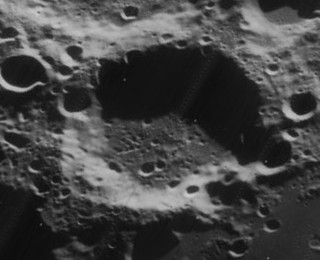
Vue oblique du cratère prise par Lunar Orbiter 4.

Hanno est une formation de cratère très usée avec un bord extérieur qui a été battu et marqué par de petits impacts. Un petit cratère attaché au bord nord-est forme une dépression sur le côté. Les parois intérieures sont presque sans relief, à l'exception de quelques petits cratères, et le sol intérieur est également plat et battu par de minuscules cratères.
Le cratère Hanno a été nommé après Hannon le Navigateur.

## Cratères satellites
Par convention, ces caractéristiques sont identifiées sur les cartes lunaires en plaçant la lettre sur le côté du cratère le plus proche:
| Hanno | Latitude | Longitude | Diamètre |
| ----- | -------- | --------- | -------- |
| A     | 53.4° S  | 63.2° E   | 38km     |
| B     | 52.6° S  | 68.6° E   | 36km     |
| C     | 55.9° S  | 68.9° E   | 22km     |
| D     | 59.1° S  | 78.3° E   | 18km     |
| E     | 59.3° S  | 73.0° E   | 18km     |
| F     | 52.3° S  | 68.2° E   | 9km      |
| G     | 58.0° S  | 70.6° E   | 16km     |
| H     | 57.6° S  | 74.4° E   | 57km     |
| K     | 53.5° S  | 76.9° E   | 25km     |
| W     | 54.6° S  | 60.1° E   | 10km     |
| X     | 55.3° S  | 67.7° E   | 13km     |
| Y     | 55.3° S  | 66.0° E   | 8km      |
| Z     | 55.1° S  | 65.1° E   | 10km     |